# Caselle in Pittari
Caselle in Pittari là một đô thị (comune) thuộc tỉnh Salerno trong vùng Campania của Ý. Caselle in Pittari có diện tích 44 km2, dân số là 2024 người (thời điểm ngày).